# Cohen

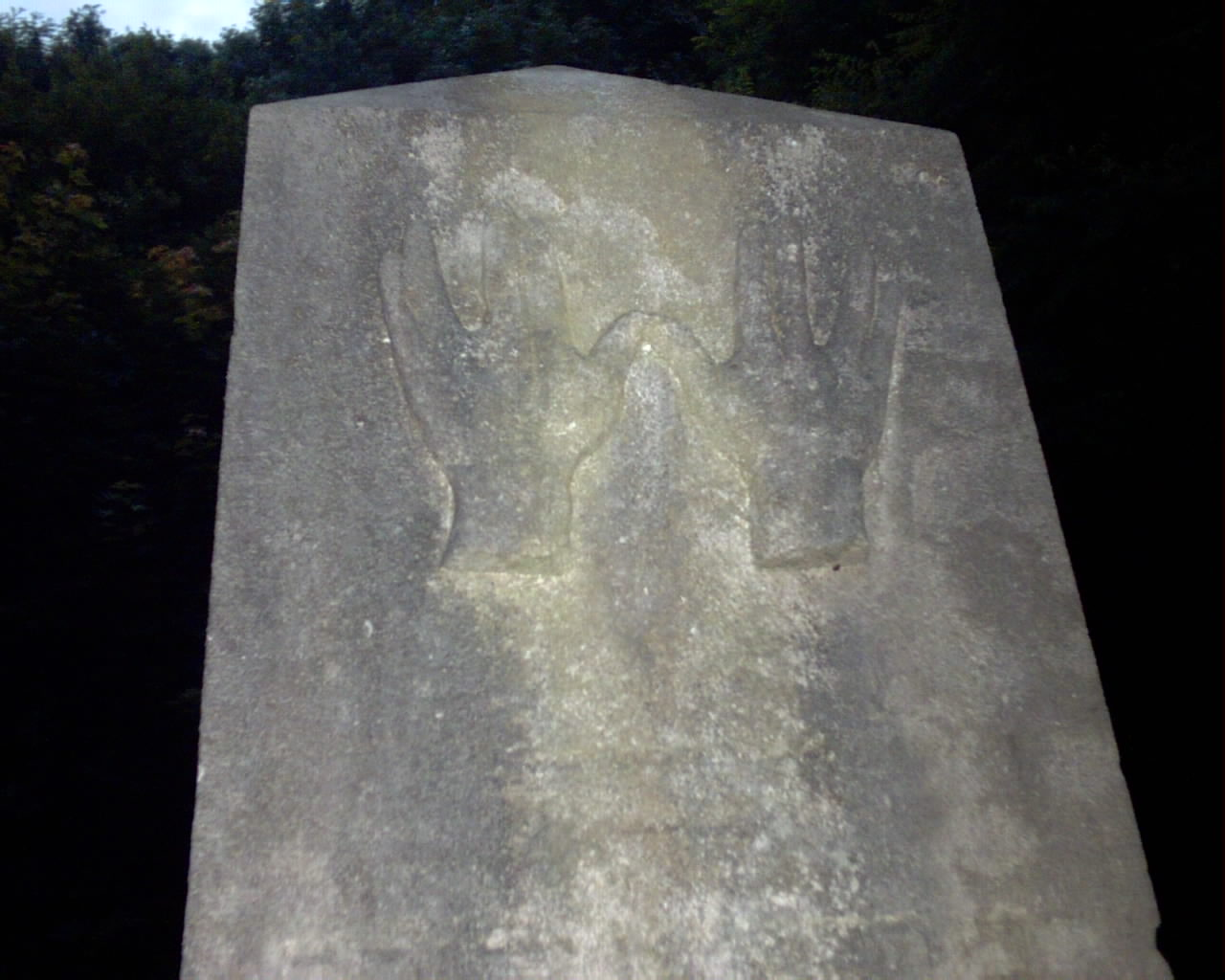
De zegenende handen op het graf van een afstammeling van Aäron (graf van Jacob Caan in Schimmert).

Cohen (Hebreeuws (כוהן) voor 'priester') is een veel voorkomende achternaam in de Joodse gemeenschap.
Degenen met deze naam of afleidingen hiervan worden meestal (maar niet altijd) beschouwd als nakomelingen van de leviet Aäron die de eerste hogepriester in de tabernakel was. De priesters van de joodse offerdienst in de tabernakel en later in de Joodse Tempel mochten alleen uit diens mannelijke nakomelingen worden gekozen. Nakomelingen worden ook wel Kohaniem (=priesters) genoemd.
Op Joodse begraafplaatsen is vaak een afbeelding van "zegenende handen" te zien bij mensen met de naam Cohen, of een afgeleide daarvan, zoals Caan, Caanen, Caen, Cohn, enz. Een voorbeeld van deze zegenende handen staat hierboven weergegeven. Deze zegen gaven Aäron en zijn volgelingen aan de gelovigen. De handen worden gevormd naar de Hebreeuwse letter sjin ש, de eerste letter van Sjaddai, wat 'almachtige' betekent. Zij worden vaak aan de rand van een pad begraven.

## Genetische herkomst
Joodse mannen die kohanim zijn, behoren tot meerdere verschillende Y-chromosoom DNA haplogroepen. Hun meest voorkomende afstamming heet de Extended Cohen Modal Haplotype. Dit geeft aan dat deze specifieke mannen allemaal een gemeenschappelijke mannelijke voorouder hebben, hetgeen ook valt af te leiden uit dezelfde achternaam, Cohen. Maar andere mannen met deze achternaam behoren tot andere haplogroepen.

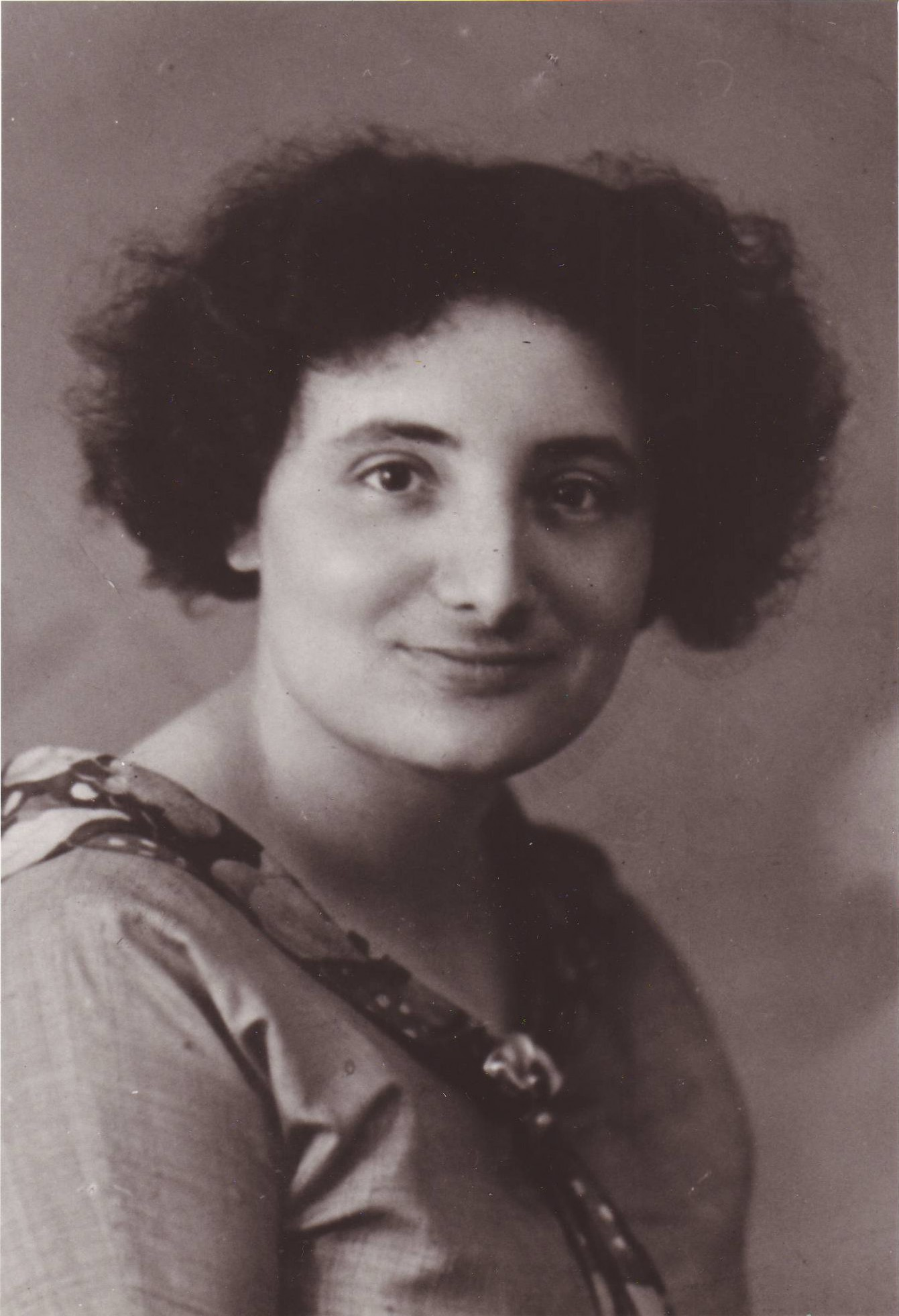
Fré Cohen
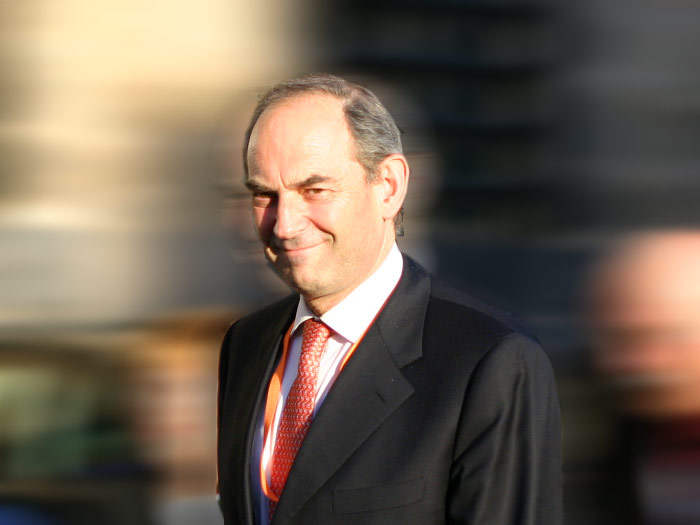
Job Cohen
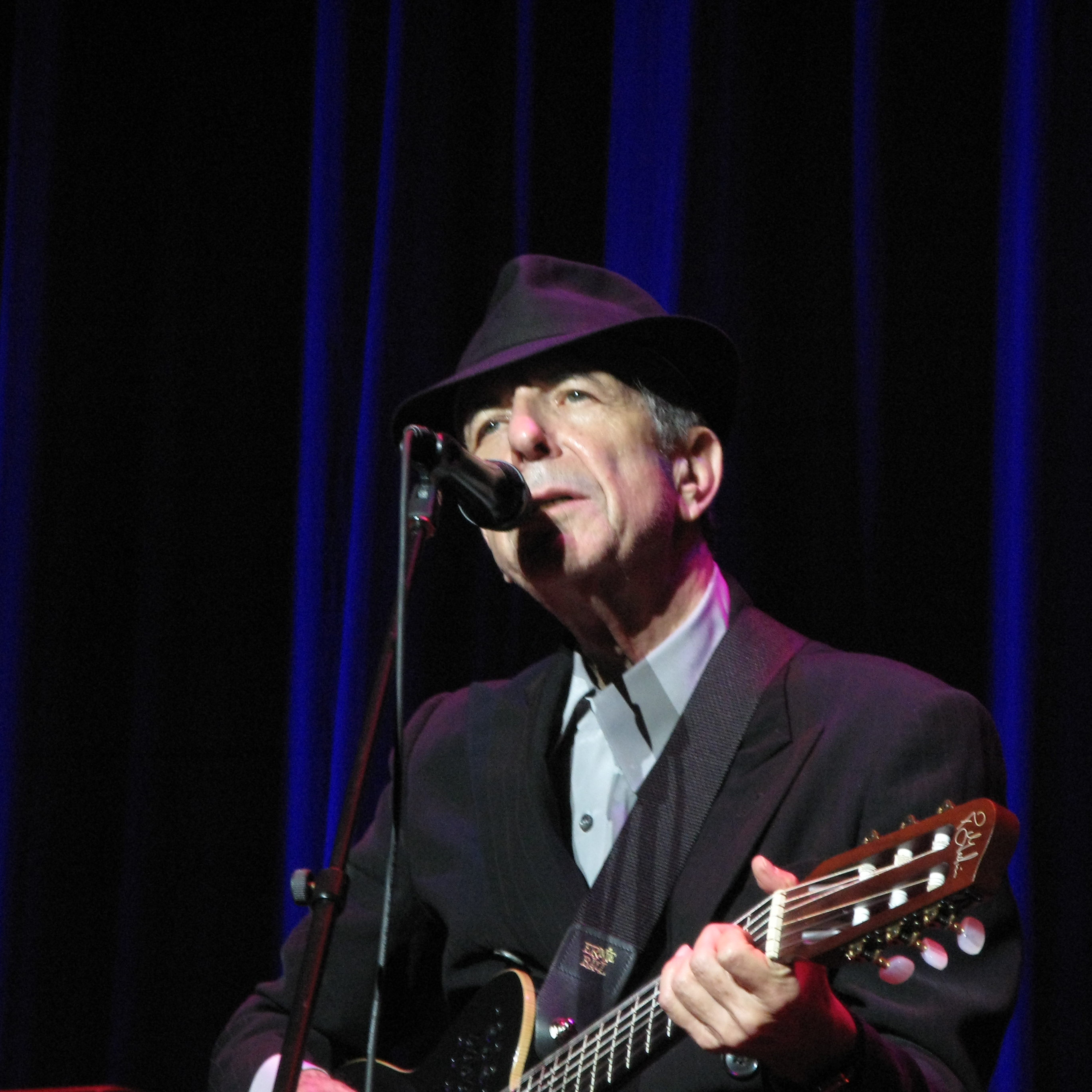
Leonard Cohen
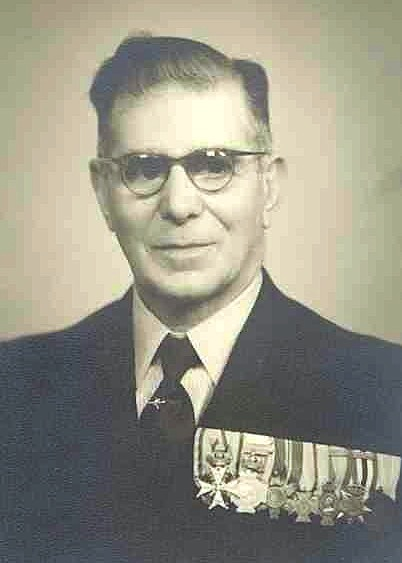
Michiel Meyer Cohen
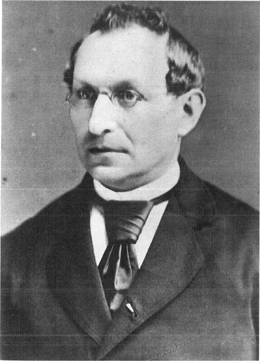
Levy Ali Cohen

## Personen met de achternaam Cohen of varianten
- Al Cohn (1925 - 1988), Amerikaans jazzsaxofonist en arrangeur
- Albert Cohen (1895 - 1981), Zwitsers dichter, roman- en toneelschrijver
- Alexander Cohen (1864 - 1961), Nederlands socialist en anarchist
- Almog Cohen (1988), Israëlisch voetballer
- Anat Cohen (1975), Israëlisch jazzklarinettiste
- Andrew Cohen (filmeditor) (1965), Amerikaans filmeditor
- Andrew Cohen (goeroe) (1955), Amerikaans spiritueel leraar
- Andrew Cohen (pokerspeler) (ca. 1969), Amerikaans pokerspeler
- Andrew Cohen (producer), Brits TV producer
- Andrew Cohen (voetballer) (1981), Maltees voetballer
- Andy Cohen (honkballer) (1904 - 1988), Amerikaans honkballer
- Annie Cohen-Solal (1948), Frans schrijfster, biografe en (kunst)historica
- Antonie Caan (? - 1648), admiraal en gouverneur in dienst van de VOC
- Antonie Cohen (1922 - 1996), Nederlands taalkundige
- Assaf Cohen (1972), Amerikaans acteur
- Audra Cohen (1986), Amerikaans tennisspeelster
- Avi Cohen (1956 - 2010), Israëlisch voetballer
- Avishai Cohen (bassist) (1970), Israëlisch jazzcontrabassist, -zanger, orkestleider, componist en arrangeur
- Avishai Cohen (trompettist) (1978), Amerikaans jazztrompettist en componist uit Israël
- Barend Cohen (1942 - 2005), Nederlands forensisch geneeskundige
- Ben Cohen (1951), Amerikaans zakenman
- Benjamin Cohen (1937), Amerikaans econoom
- Bob Cohen (1930 - 1999), Nederlands Europarlementariër
- Bram Cohen (1975), Amerikaans computerprogrammeur
- Bram Cohen (biljarter) (1883 - 1944), Nederlands carambolebiljarter
- Céline Cohen (1967), Zwitsers tennisspeelster
- Chris Cohen (1987), Brits voetballer
- Cientje Cohen (1863 - 1944), Nederlands toneelactrice, bekend onder het pseudoniem Cécile Carelsen
- Claude Cohen-Tannoudji (1933), Frans-Algerijns natuurkundige
- Cohen de Barbaar, fictief personage uit de Schrijfwereld boeken van Britse schrijver Terry Pratchett
- Cornelia Johanna Jacoba Cohen Stuart (1881 - 1964), Nederlands-Indisch arts en pionier in verpleegsters- en vroedvrouwenopleiding
- Daniel Cohen (dirigent) (1984), Israëlisch dirigent en violist
- Daniel Cohn-Bendit (1934), Frans-Duits politicus
- Danny Cohen (filmmaker) (1963), Brits filmmaker
- Danny Cohen (informaticus) (1937-2019), Israëlisch-Amerikaans computerwetenschapper en internetpionier
- Danny Cohen (omroepbestuurder) (1974), Brits omroepbestuurder
- David Cohen (1882 - 1967), Nederlands classicus, medevoorzitter van de Joodsche Raad in de Tweede Wereldoorlog, broer van Josef en Ru Cohen
- David Cohen Nassy (1612 - ?), Portugees kolonist in het Caribisch gebied, onder andere bekend onder de pseudoniemen Cristovão de Távora en José Nunes da Fonseca
- David de Isac Cohen Nassy (1747 - 1806), Surinaams cultureel figuur en kolonist
- Delano a Cohen (1991), Nederlands voetballer
- Dick Cohen (1960), Nederlands musicalster, acteur en zanger
- Dolf Cohen (1913 - 2004), Nederlands historicus
- Eddie Cohen (1923 - 2017), Nederlands-Amerikaans natuurkundige
- Edith Rachel Cohen (1953), Nederlands beeldend kunstenaar
- Elaine Lustig Cohen (1927 - 2016), Amerikaans grafisch ontwerpster, kunstenares en archivaris
- Eli Cohen (1924 - 1965), Israëlisch spion
- Emil Cohn (1881 - 1948), Duits schrijver, bekend onder het pseudoniem Emil Ludwig
- Ernst Julius Cohen (1869 - 1944), Nederlands scheikundige
- Erran Baron Cohen (1968), Brits componist en trompettist, broer van Sacha Baron Cohen
- Ferdinand Cohn (1828 - 1898), Duitse bioloog
- Floris Cohen (1946), Nederlands wetenschapshistoricus
- Fré Cohen (1903 - 1943), Nederlands graficus en tekenares
- George Cohen (1939 - 2022), Engels voetballer
- Gino Caen (1965), Belgisch voetbalcoach
- Gladys Mary Cohen (1907 - 1996), Brits componiste, bekend onder het pseudoniem Guirne M Creith
- Grietje Cohen (1862 - 1922), Nederlands feminist
- Hans Cohen (1923 - 2020), Nederlands microbioloog
- Harry Cohn (1891 - 1958), Amerikaans filmproducent
- Helen Cohn (1913 - 2006), geboren Helen Barbara Kruger, Amerikaans modeontwerpster, ook bekend onder het pseudoniem Bobbie Nudie, echtgenote van Nudie Cohn
- Hendrik Johan Caan (1781 - 1864), Nederlands politicus
- Hendrik Cohen (apotheker) (1879 - 1945), Nederlands farmaceut
- Hendrik Cohen (Engelandvaarder) (1919 - 1943), Nederlands Engelandvaarder
- Henri Cohen (? - 1930), Belgisch waterpolospeler
- Henry Cohen (numismaticus) (1806 - 1880), Nederlands-Frans numismaticus, biografist en componist
- Henry Cohen (producent), Brits filmproducent
- Herman Cohen Jehoram (1933), Nederlands rechtsgeleerde
- Hermann Cohen (1842 - 1918), Duits filosoof
- Horace Cohen (1971), Nederlands acteur
- Ido Cohen (2001), Israëlisch autocoureur
- Ilse Cohn (1880 - 1942), Oostenrijks beeldhouwster, beter bekend als Ilse von Twardowski-Conrat
- Izhar Cohen (1951), Israëlisch zanger en theateracteur
- Jacob Antonie Cohen (1915 - 1969), Nederlands medisch bioloog
- Jacob Rodney Cohen (1921 - 2004), later Jack Roy, Amerikaans stand-upcomedian en acteur, bekend onder het pseudoniem Rodney Dangerfield
- Jacob Samuel Cohen "Jacques" Elion (1840 - 1893), Nederlands medailleur
- James Caan (1940 - 2022), Amerikaans acteur
- James Abraham Theodore Cohen Stuart (1818 - 1883), Nederlands ambtenaar en politicus, broer van Lewis Cohen Stuart
- James Cohen van Elburg (1897 - 1932), Nederlands caberatier, dichter en componist
- James Cohn (1928 - 2021), Amerikaans componist
- Jan Hendrik Caan van Neck (1817 - 1872), Nederlands burgemeester, zoon van Hendrik Johan Caan
- Jared Cohn, Amerikaans filmregisseur, scenarioschrijver en acteur
- Job Cohen (1947), Nederlands burgemeester en politicus
- Joe Cohn (1956), Amerikaans jazzgitarist
- Joel H. Cohen, Canadees scenarioschrijver
- Johan Cohen Gosschalk (1873 - 1912), Nederlands jurist, graficus en kunstschilder, broer van Meta Cohen Gosschalk
- Jonathan Cohen (1980), Frans acteur
- Josef Cohen (1886 - 1965), Nederlands schrijver, ook bekend onder de pseudoniemen Jitsgok ben Jangakauf en Jan Willem Bernou, broer van David en Ru Cohen
- Judtih Love Cohen (1933 - 2016), Amerikaans ruimteingenieur
- Julia Cohen (1989), Amerikaans tennisspeelster
- June Cohen, Amerikaans multimedia-ondernemer
- Kristen Cohen, fictief personage van de Amerikaanse televisieserie The O.C., getrouwd met Sandy Cohen
- Larry Cohen (1941 - 2019), Amerikaans filmregisseur en -schrijver
- Leonard Cohen (1934 - 2016), Canadees singer-songwriter
- Lewis Cohen Stuart (1837 - 1878), Nederlands civiel ingenieur, broer van James Abraham Theodore Cohen Stuart
- Louis Cohen (1864 - 1933), Nederlands politicus
- Lynn Cohen (1933 - 2020), Amerikaans filmactrice
- Lynne Cohen (1944 - 2014), Amerikaans-Canadees fotografe
- Marc Cohn (1959), Amerikaans singer-songwriter
- Marcus Cohen (1877 - 1921), Nederlands carambolebiljarter
- Margot Cohen (1855 - 1906), Nederlands toneelactrice
- Mathilde Cohen Tervaert-Israëls (1864 - 1945), Nederlands feminist
- Max Cohen-Reuss (1876 - 1963), Duits politicus
- Meir Cohen (politicus) (1955), Israëlisch politicus
- Meir Cohen (voetballer) (1972), Israëlisch voetballer
- Meta Cohen Gosschalk (1877 - 1913), Nederlands kunstschilder en illustrator, zus van Johan Cohen Gosschalk
- Michael Cohen (1966), Amerikaans jurist en voormalig advocaat van Donald Trump
- Michiel Meyer Cohen (1877 - 1968), Nederlands militair
- Mickey Cohen (1913 - 1976), Amerikaanse gangster
- Moos Cohen (1901 - 1942), Nederlands kunstschilder en tekenaar
- Mozes Meijer Cohen (1877 - 1943), Nederlands politicus en vakbondsbestuurder
- Nathan Cohen (1986), Nieuw-Zeelands roeier
- Nudie Cohn (1902 - 1984), Oekraïens-Amerikaans modeontwerper, echtgenoot van Helen Cohn
- Oliver Jackson-Cohen (1986), Brits acteur
- Patrick Cohen (1964), Nederlands voetballer
- Paul Cohen (filmmaker) (1957), Nederlands filmregisseur en cameraman
- Paul Cohen (producent) (1908 - 1970), Amerikaans muziekproducent
- Paul Cohen (saxofonist) (ca. 1950), Amerikaans saxofonist
- Paul Cohen (wiskundige) (1934 - 2007), Amerikaans wiskundige
- Rebecca Cohen Henriquez (1864 - 1935), Curaçaos sociaal en cultureel activist, ook bekend als Shon Beca Cohen Henriquez
- Rob Cohen (1949), Amerikaans regisseur, producent en scenarioschrijver
- Robbie Cohen (1922 - 1944), Nederlands Engelandvaarder en piloot
- Roy Cohn (1927 - 1986), Amerikaans jurist
- Ru Cohen (1889 - 1945), Nederlands meubelhandelaar, broer van David en Josef Cohen
- Ruth Cohn (1912 - 2010), Duits-Amerikaans psychotherapeute en pedagoge
- Sacha Baron Cohen (1971), Brits komiek, broer van Erran Baron Cohen
- Sam Cohen (bankier), Amerikaans bankier, filantroop en zionist
- Sam Cohen (dichter) (1908 - 1985), Nederlands sigarenwinkelier, boekhandelaar en sneldichter
- Samuel Cohen (componist) (1870 - 1940), Bessarabische componist melodie volkslied van Israël
- Samuel Cohen (politicus) (1918 - 1969), Australisch politicus
- Samuel Cohen (tolk) (17e eeuw), eerste joodse immigrant op Curaçao
- Samuel Cohen (wetenschapper) (1921 - 2010), Amerikaans wetenschapper en uitvinder van de neutronenbom
- Samuel Cohen Fzn. (1873 - 1966), Nederlands koloniaal ambtenaar
- Samuel N. Cohen (zakenman), Canadees zakenman
- Sandy Cohen (1963), fictief personage van de Amerikaanse televisieserie The O.C., getrouwd met Kristen Cohen
- Sasha Cohen (1984), Amerikaans kunstschaatsster
- Scott Caan (1976), Amerikaans acteur, zoon van James Caan
- Scott Cohen (1961), Amerikaans acteur
- Seth Cohen (1988), fictief personage van de Amerikaanse televisieserie The O.C., zoon van Sandy en Kristen Cohen
- Sharon Cohen (1969), Israëlisch zangeres, bekend onder het pseudoniem Dana International
- Simon Baron-Cohen (1958), Brits psycholoog, neef van Erran en Sacha Baron Cohen
- Sonny Cohn (1925 - 2006), Amerikaans jazztrompettist
- Stanley Cohen (biochemicus) (1922 - 2000), Amerikaans biochemicus
- Stanley Cohen (politicus) (1927 - 2004), Brits politicus
- Stanley Cohen (socioloog) (1942 - 2013), Zuid-Afrikaans professor Sociologie aan de London School of Economics
- Stanley Norman Cohen (1935), Amerikaans geneticus
- Stefan Cohn-Vossen (1902 - 1936), Duits wiskundige
- Stéphanie Cohen-Aloro (1983), Frans tennisspeelster
- Tiffany Cohen (1966), Amerikaans zwemster
- Tina Cohen-Chang, fictief personage van de Amerikaanse televisieserie Glee
- Tobias Cohen Jehoram (1967), Nederlands jurist, zoon van Herman Cohen Jehoram
- Ton Caanen (1966), Nederlands voetbalcoach en voetbalbestuurder
- Tonny Cohen (1965), Nederlands honkballer
- Victor Cohen (1896 - 1951), Amerikaans jazzdrummer, bekend als Vic Berton
- Virrie Cohen (1916 - 2008), Nederlands verzetsstrijder, dochter van David Cohen
- William Cohen (1940), Amerikaans politicus
- William James Cohen Stuart (1857 - 1935), Nederlands militair en politicus, zoon van James Abraham Theodore Cohen Stuart
- Willy Cohn (1888 - 1941), Duits historicus en leraar
- Wim Cohen (1923 - 2000), Nederlands wiskundige
- Yitzhak Cohen (1951), Israëlisch rabbijn en politicus
- Yossi Cohen (1961), Israëlisch politicus
- Zinky Cohn (1908 - 1952), Amerikaans jazzpianist en componist

Verder kan de achternaam ook verwijzen naar:
- Arrest Lindebaum/Cohen, arrest van de Nederlandse Hoge Raad over de onrechtmatige daad
- Caan (geslacht), Nederlandse adellijke familie
- Cha Cha Cohen, Britse band
- Cohen Gosschalkprijs, Nederlandse kunstprijs vernoemd naar Johan Cohen Gosschalk
- Cohen in het Fries, muziekalbum waarop een aantal zeer verschillende Friese muzikanten liedjes zingen van Leonard Cohen
- Gebroeders E. & M. Cohen, boekhandel in diverse Nederlandse steden
- Herenhuis Cohn-Donnay, herenhuis aan de Koningsstraat in Sint-Joost-ten-Node
- Huis Cohen, monumentaal bouwwerk aan de Zuidsingel in Amersfoort
- MM Cohn, Amerikaanse voormalige regionale warenhuisketen